# Johann Nepomuk von Schmiel
Johann Nepomuk von Schmiel (* 19. April 1774 in Leipnik, Mähren; † 29. Dezember 1850 in Aarau; heimatberechtigt in Unterleibstadt und Aarau) war ein Schweizer Politiker und Offizier. Nach einer militärischen Laufbahn im Dienste des habsburgischen Österreichs zog er aus persönlichen Gründen in die Schweiz und schlug sich trotz seiner adligen Herkunft zu Beginn des Franzoseneinfalls auf die Seite der Revolutionäre. In der Helvetischen Republik war er in verschiedenen Ämtern tätig. Im neu gegründeten Kanton Aargau organisierte und kommandierte er die kantonalen Truppen. Ab 1815 gehörte er der Kantonsregierung an, musste aber 1831 als Folge des Freiämtersturms zurücktreten. Danach war er bis zu seinem Tod Bezirksamtmann in Aarau.

## Biografie

### Helvetische Republik
Der Sohn eines Hauptmanns in österreichischen Diensten schlug nach dem Schulbesuch in Olmütz selbst eine Militärkarriere ein. Von 1789 bis 1791 nahm er am Russisch-Österreichischen Türkenkrieg teil, danach war er bis 1797 an Feldzügen gegen Frankreich beteiligt. 1793 wurde er zum Unterleutnant befördert. Nach einer gescheiterten Liebesbeziehung quittierte er im April 1797 den Dienst. Er beschloss, in der Schweiz ein völlig neues Leben zu beginnen, und fand in Bern eine Anstellung als Hofmeister. Auf Schloss Wildegg, dem Familiensitz seiner Dienstherrin, lernte er Johann Rudolf Dolder kennen, der nach dem Franzoseneinfall und der Ausrufung der Helvetischen Republik in den Senat gewählt wurde.
Von Dolder inspiriert, brach von Schmiel mit seiner adligen Vergangenheit und schloss sich ebenfalls den revolutionären Kräften an. Zunächst war er Sekretär von Dolder, der mittlerweile ins Helvetische Direktorium aufgestiegen war, wechselte dann ins Kriegsministerium und wurde dort Bürochef. Im März 1801 erhielt von Schmiel das Bürgerrecht der Gemeinde Unterleibstadt, zwei Monate später folgte die Ernennung zum Hauptmann der helvetischen Truppen. Von Statthalter Sebastian Fahrländer bekam er im März 1802 den Auftrag, die Verwaltungskammer des neu gegründeten Kantons Fricktal aufzubauen. Von Schmiel heiratete im darauf folgenden Monat Regina Sonnenschein, die Tochter des Bildhauers Valentin Sonnenschein. Im September nahm er in Bern wieder seine frühere Tätigkeit im Kriegsministerium auf. In den Wirren des Stecklikriegs im Herbst 1802 flüchtete er zusammen mit der helvetischen Regierung nach Lausanne.

### Kanton Aargau
Mit der von Napoleon Bonaparte erlassenen Mediationsakte wurde der Kanton Fricktal am 19. Februar 1803 mit dem Kanton Aargau verschmolzen. Dolder stand an der Spitze der aargauischen Regierung, weshalb von Schmiel seinem Gönner nach Aarau folgte. Die Kantonsregierung erteilte ihm das Privileg, das Amtsblatt herauszugeben, und ernannte ihn zum Hauptmann des provisorischen Heeres. Im Frühjahr 1804 führte von Schmiel im Bockenkrieg die aargauischen Truppen an, etwas mehr als ein Jahr später folgte die Ernennung zum Kommandanten von sechs neu aufgestellten Milizbataillonen. Als Chef der Militärinstruktionsschule übernahm er zusätzlich die Ausbildung aller Milizen des Kantons Aargau. 1805 erhielt von Schmiel das Bürgerrecht von Aarau, 1811 war er Mitbegründer der örtlichen Freimaurerloge, und 1816 trat er der Schweizerischen Naturforschenden Gesellschaft bei.
Im Range eines eidgenössischen Obersten kommandierte von Schmiel im Dezember 1813 eine Division und überwachte den Durchmarsch österreichischer Truppen durch das Fricktal in Richtung Frankreich. Bei Verhandlungen konnte er erreichen, dass deren Rückmarsch nicht mehr über die Schweiz erfolgte. Im März 1815 wurde er im Wahlbezirk Rheinfelden in den Grossen Rat des Kantons Aargau gewählt, im Dezember desselben Jahres wählte ihn dieser in die Kantonsregierung. Dazwischen erhielt er das Kommando über eine Brigade, bestehend aus Truppen aus sieben Kantonen.
In der Kantonsregierung erhielt von Schmiel das Polizeidepartement zugeteilt, ausserdem übernahm er den Vorsitz mehrerer Kommissionen. Unter seiner Führung wurde ein neues Militärgesetz ausgearbeitet, das im Dezember 1816 in Kraft trat. Er ordnete eine Neuordnung der militärischen Ausbildung an und übernahm die Leitung der neuen Instruktionsschule. Ab 1823 war er zusätzlich Mitglied der eidgenössischen Militäraufsicht und war wesentlich an der Ausarbeitung eines neuen Militärreglements beteiligt. Auf öffentliche Kritik stiess er aufgrund seiner adligen Herkunft und der Einführung «ausländischer Sitten und Gebräuche» im Militär, die als «unrepublikanisch» galten.
Während des Freiämtersturms im Dezember 1830, gab von Schmiel den Befehl, nicht auf die Aufständischen zu schiessen. Die Freiämter nahmen Aarau kampflos ein und erzwangen die Ausarbeitung einer neuen Verfassung. Daraufhin trat von Schmiel im Januar 1831 von allen militärischen Ämtern auf Kantonsebene zurück. Nach Annahme der neuen, demokratischeren Verfassung wurde er im Wahlkreis Kaiserstuhl wieder in den Grossen Rat gewählt, jedoch nicht mehr in die Kantonsregierung. Allerdings wählte ihn der Grosse Rat zum Präsidenten des Bezirksgerichts Aarau, 1832 folgte zusätzlich die Ernennung zum Bezirksamtmann des Bezirks Aarau.
Im Grossen Rat hielt sich von Schmiel weitgehend zurück, präsidierte diesen aber im Jahr 1842. Nach dem gescheiterten zweiten Freischarenzug im März 1845 handelte er die Freilassung der in Luzern gefangengehaltenen Aargauer Freischärler aus. Kurz vor Ende des Jahres 1850 starb er an den Folgen eines Unfalls.